# Furtenbach (Adelsgeschlecht)

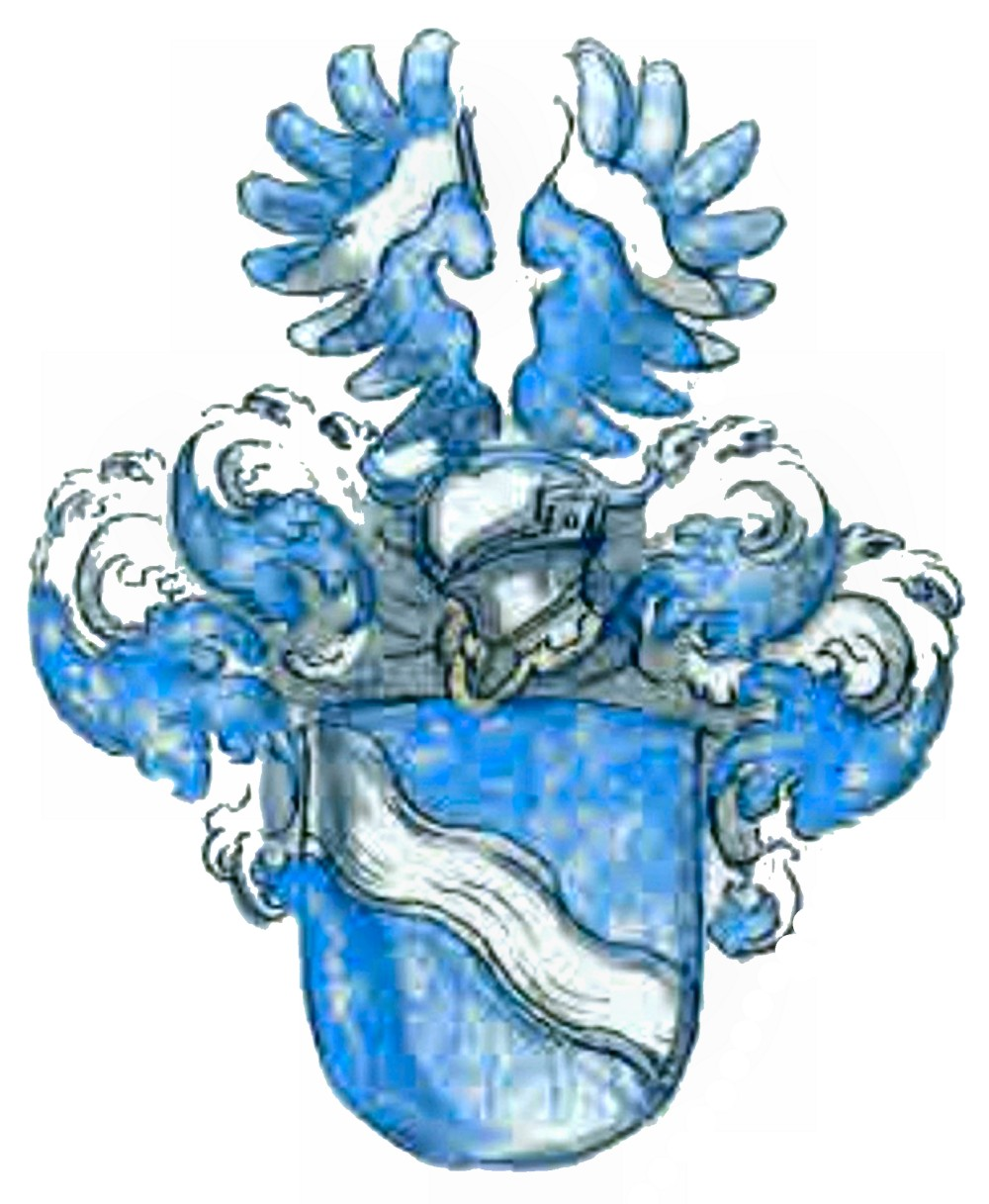
Stammwappen der Furtenbach

Furtenbach war der Name eines weiterverzweigten schwäbischen Adelsgeschlechts, welches dem Patrizierstand der Reichsstädte Augsburg, Kempten, Leutkirch, Lindau, Memmingen, Nürnberg, Ravensburg und Ulm angehörte. 

## Geschichte

### Linie Feldkirch
Die ununterbrochene Stammreihe beginnt mit dem Oberst unter Kaiser Friedrich III. Hans I. Furtenbach (um 1410–1489), welcher sich 1477/80 zusammen mit seinem einzigen Sohn Hans II. Furtenbach († 1518) in Feldkirch in Vorarlberg niederließ. Die Söhne von Hans II. Furtenbach, Erasmus, Bonaventura und Hieronymus Furtenbach, gelten als Stammväter der drei Hauptlinien Feldkirch, Reichenschwand und Gwick. Erasmus Furtenbach heiratete Catharina Hinterofer und sein Sohn Paul Furtenbach Magdalena Gienger von Wolfsegg. Kaiser Mathias erhob die Linie Feldkirch am 10. November 1618 in den Adelsstand. Der Adelsmatrikel des Königreichs Bayern zufolge war Anfang des 19. Jahrhunderts aus der Linie nur Joseph von Furtenbach (* 1792) bekannt.

### Linie Reichenschwand
Bonaventura I. Furtenbach († 1564) zog Anfang des 16. Jahrhunderts nach Nürnberg, dort konvertierte er zum evangelischen Glauben und heiratete 1523 Helena Dörrer. Er brachte das Gut Reichenschwand, das Lusthaus auf dem Platnersberg sowie Thumenberg an sich. Darauf gründete er ein Fideikommiss für seine Söhne und deren Nachkommen. Am 6. Februar 1548 erhob ihn der Kaiser mit dem Prädikat „von Reichenschwand“ in den erblichen Adelsstand und genehmigte ihm eine Wappenbesserung. Nach einem Streit mit der Reichsstadt gab sein Nachkomme Hans IV. von Furtenbach sein Bürgerrecht auf und zog sich auf sein Gut Reichenschwand zurück. Jobst Wilhelm von Furtenbach auf Reichenschwand, Oberndorf und Leuzenberg erlangte, nachdem er 1768 seinen militärischen Dienst quittierte, laut Ratserlass vom Jahr 1768 für sich und seine Nachkommen die Gerichtsfähigkeit von Nürnberg. 1769 war Jobst Wilhelm von Furtenbach Pfleger von Betzenstein, 1771 von Hohenstein, 1773 von Lauf sowie 1785 Administrator der Familien-Fideikommisse. Aus dem Zweig stammte der bayerische Oberstleutnant und Militärschriftsteller Friedrich von Furtenbach (1852–1918).

### Linie Gwick
Hieronymus I. Furtenbach († 1559) heiratete Anna Weitnauer und kaufte das Gut Geringen bei Lindau. Von seinen Söhnen gründeten Martin von Furtenbach († 1582) und seine Nachkommen Linien in Lindau und Augsburg sowie Hieronymus II. von Furtenbach und seine Nachkommen Linien in Leutkirch, Ulm, Memmingen, Kempten, Danzig, Innsbruck, Neckarsulm, Ansbach, Münster in Westphalen, Ravensburg und Arbon. In Lindau bekleideten Martin und dessen Sohn Erasmus Furtenbach das Bürgermeisteramt. Hieronymus II. Furtenbach fungierte in Leutkirch als Stadtkämmerer, Ratsältester und Forstmeister. Von seinen Kindern war Abraham Furtenbach Innerer Rat in Ulm, Stadtrechner und Bauherr, sowie Joseph von Furtenbach (1591–1667) Mathematiker, Ratsältester und Bauherr in Ulm. Der Stamm erhielt am 10. März 1623 von Kaiser Ferdinand II. den Reichsadel. In Augsburg wurde Martin Furtenbach als sogenannter „Schwedischer Geschlechter“ in den Rat aufgenommen. Aus der Linie Leutkirche besaß der Leinwandhändler Jakob von Furtenbach (1663–1741) eine bedeutende Faktorei in Arbon und war Mitgründer und Vorsteher der evangelischen Gemeinde in Genf. Im 19. Jahrhundert erhielten die Witwe des Verwaltungsrates von Ravensburg Jakob Wilhelm von Furtenbach, Anna Barbara, geb. Gradmann und deren Sohn Jakob Wilhelm von Furtenbach (* 1805) die Eintragung in die Adelsmatrikel des Königreichs Württemberg.

## Wappen
- Stammwappen: „In Blau ein schrägrechter gefluteter silberner Balken. Kleinod: ein offener blauer Flug, beidseits mit einem gefluteten silbernen Balken. Decken: blau-silbern.“
- Gemehrtes Wappen (von 1548): „Schild geviertet; Feld 1 u. 4 das Stammwappen; Feld 2 und 3 in Gold ein natürlicher Schwan. Helmzier zwei Helme: I. der Flug des Stammwappens geschlossen; Decken wie oben. II. der natürliche Schwan; Decken blau-golden.“

Historische Wappenbilder

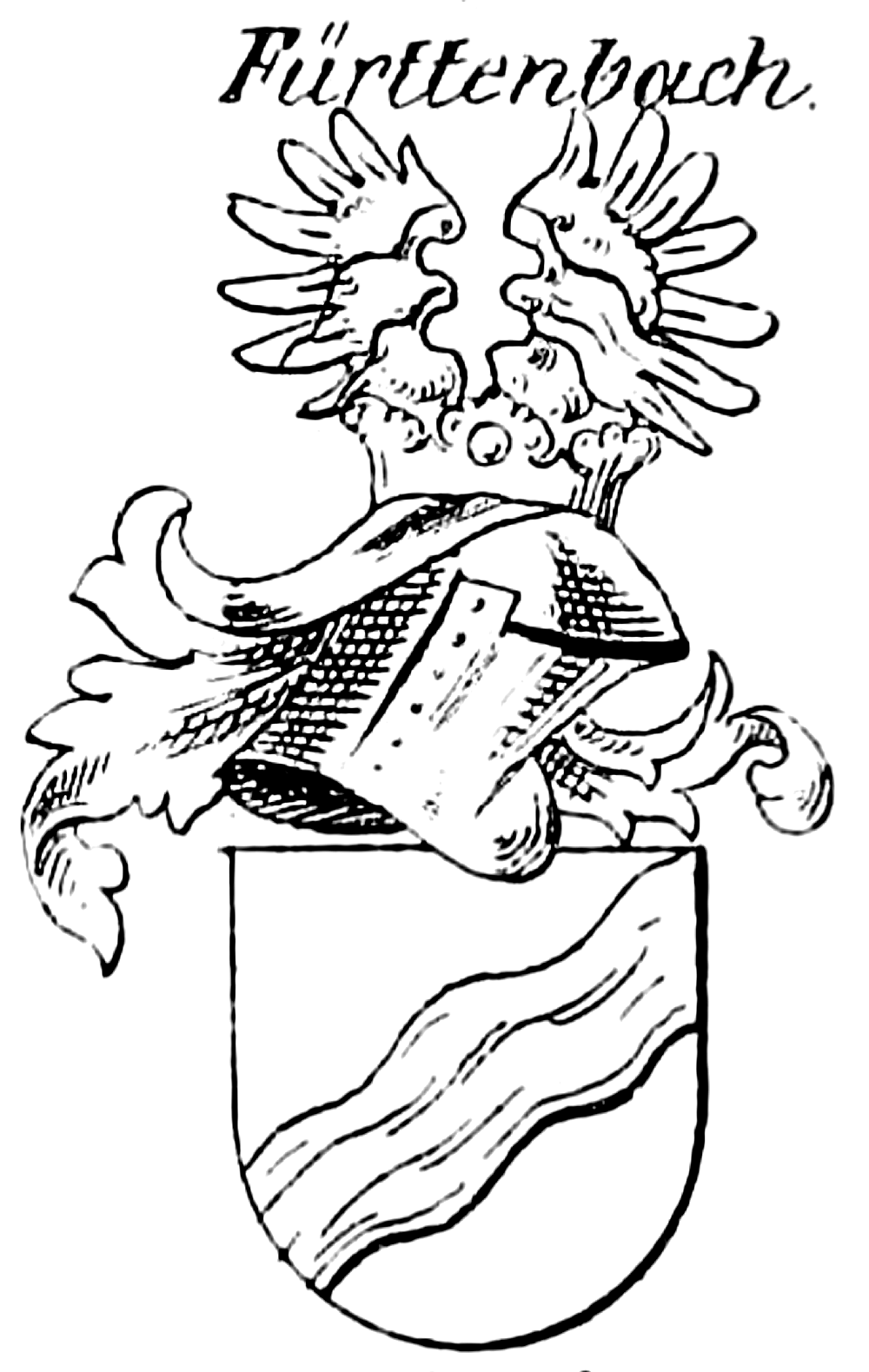
Wappen der bürgerlichen Fürttenbach
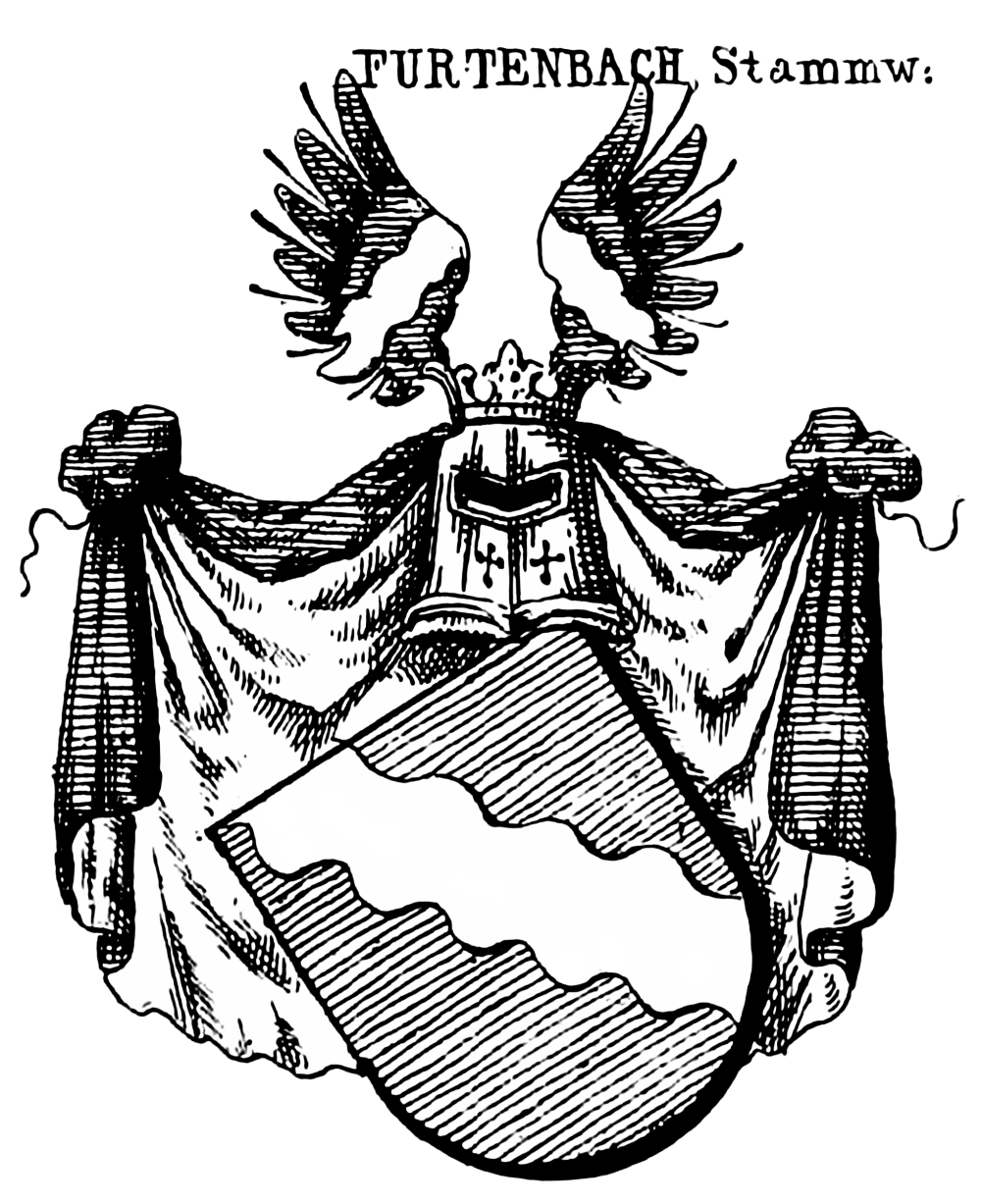
Stammwappen der Furtenbach
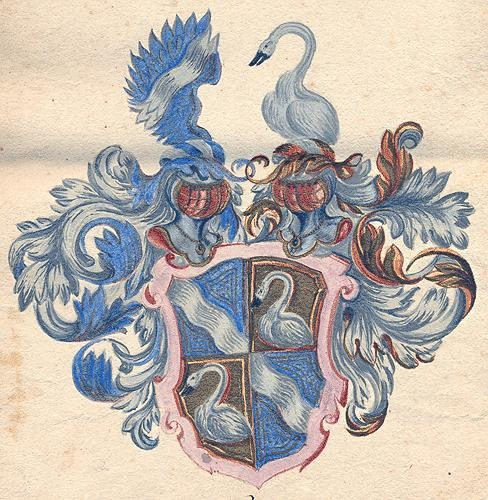
Wappen der Furttenbach aus dem Wappenbrief Kaiser Karls von 1548
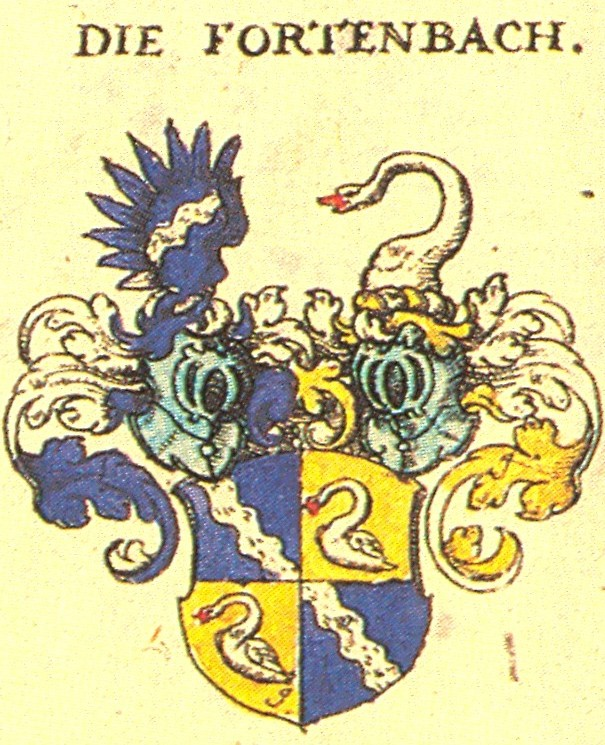
Wappen der Fortenbach in Johann Siebmachers Wappenbuch von 1605

## Genealogie (Auswahl)

### Hauptlinie
1. Hans Furtenbach (um 1410–1489), kaiserlicher Oberst, ⚭ NN
  1. Hans II. Furtenbach († 1518), Ratsherr in Feldkirch, ⚭ Barbara Müntzer
    1. Ursula Furtenbach († 1544), Äbtissin des Klosters Valduna
    2. Anna Furtenbach († 1525), ⚭ Nikolaus Jepold, ⚭ 1518 Georg Betz von und zu Sandberg
    3. Erasmus I. von Furtenbach, Handelsherr in Feldkirch (* 1490), ⚭ 1514 Regina Hipphofer von Hippersdorf, ⚭ 1518 Katharina Hinterhof
    4. Hans III. Furtenbach († 1544), Bürgermeister von Memmingen, ⚭ Elisabeth Steinbrecher
    5. Leonhard Furtenbach († 1520), starb ledig auf einer Reise nach Rom
    6. Bonaventura I. von Furtenbach († 1564), Handelsherr in Nürnberg, ⚭ 1523 Helena Dörrer
    7. Hieronymus I. von Furtenbach († 1559), Bürger in Lindau, ⚭ 1527 Anna Weitnauer

### Linie Feldkirch
1. Erasmus I. von Furtenbach, Handelsherr in Feldkirch (* 1490), ⚭ 1514 Regina Hipphofer von Hippersdorf († 1517), ⚭ 1518 Katharina Hinterhofen von Muthen († 1571)
  1. Regina von Furtenbach, ⚭ 1532 Jakob Hünlin
  2. Barbara von Furtenbach, ⚭ Johann Leonhard Zollikofer, ⚭ Ludwig Pischler von und zu Senftenau
  3. Anna von Furtenbach, ⚭ 1531 Johann III. Funk, Bürgermeisterssohn in Memmingen
  4. Paul I. von Furtenbach (1523–1589), Stadtamtmann, ⚭ Susanna von Gräntzing, ⚭ Magdalena Gienger von Wolfsegg
    1. Katharina von Furtenbach, ⚭ 1581 Felix von Andelberg, ⚭ Damian von Altmannshausen auf Sulz
    2. Erasmus II. von Furtenbach († 1619), Stadtamtmann in Feldkirch, ⚭ 1586 Magdalena Kleinhans aus Reutte
    3. Zacharias von Furtenbach († 1633), Domherr in Augsburg, Generalvikar, Probst von St. Getrud[6]
    4. David von Furtenbach, Hauptmann
    5. Johann Baptist II. von Furtenbach († 1629), ⚭ 1592 Klara Zoller, ⚭ 1599 Maria Magdalena Grentzig
      1. Paul von Furtenbach, Hauptmann, ⚭ 1615 Veronika Hummelberger, ⚭ Magdalena Capitl 
        1. Anna Catharina von Furtenbach, ⚭ 1644 Marx Rudolph Schultheiß, Patrizier in Konstanz
        2. Hieronymus von Furtenbach († 1647), Kapuzinermönch

      2. Erasmus IV. von Furtenbach, Stadtamtmann in Feldkirch, ⚭ 1634 Eva Zürcher, ⚭ NN Schalch
        1. Johanna Barbara von Furtenbach (* 1635), ⚭ NN Hochenhauser in Innsbruck
        2. Hans Christoph von Furtenbach (* 1636), Leutnant, starb ledig in Italien
        3. Maria Elisabeth von Furtenbach (* 1639), ⚭ 1639 Heinrich Moller von und zu Weissenberg
        4. Maria Magdalena von Furtenbach (* 1642), trat in den geistlichen Stand
        5. Franz Adam von Furtenbach (* 1643), Asket im Kloster Weingarten
        6. Johann Anton von Furtenbach (* 1645), ⚭ 1670 Maria Johanna von Gall auf Trochtelfingen
          1. Zacharias Ignaz von Furtenbach (* 1671), ⚭ 1690 Euphrosina Barbara Schultheiss

      3. Zacharias von Furtenbach, Hauptmann in Mailand
      4. Hans Christoph von Furtenbach, Fähnrich, fiel vor Pavia
      5. David von Furtenbach, stirbt ledig in Italien
      6. Katharina von Furtenbach, 1624 Ludwig Wietze
      7. Maria Magdalena von Furtenbach, 1624 Hieronymus von Hummelberg
      8. Barbara von Furtenbach, 1624 Nonne im Kloster Thalbach

    6. Dorothea von Furtenbach, ⚭ 1578 Sigmund Rainold von Babemwoll
    7. Barbara von Furtenbach, ⚭ 1593 Ottmar Pappus von Tratzberg, Haupt- und Stadtamtmann in Feldkirch
    8. Martha von Furtenbach, ⚭ 1593 Heinrich Scherich, Bürgermeister von Biberach
    9. Paul II. von Furtenbach († 1634), Regimentsrat in Genua, ⚭ 1603 Catharina Gienger von Wolfsegg
      1. Damian von Furtenbach, Regimentsrat in Innsbruck, ⚭ 1635 Clara Freiin von Payrsberg zu Poymont
        1. Anna Maria von Furtenbach (* um 1645), ⚭ 1667 Christian Zech von Deybach Freiherr zu Sulz
        2. Maria Elisabeth von Furtenbach, ⚭ Franz Anton Troyer Graf von Grießbach und Straßfried

      2. Erasmus von Furtenbach († 1631), starb in Mailand
      3. Christoph von Furtenbach, Hauptmann in Mantua
      4. Zacharias von Furtenbach (1614–1678), starb ledig
      5. Maria Magdalena von Furtenbach, ⚭ 1628 Christoph Lurano
      6. Anna Maria von Furtenbach († 1662), ⚭ 1644 Johann Jakob von Welden Freiherr von Laupheim

  5. David von Furtenbach († 1561), spanischer Oberst, Forschungsreisender, starb auf dem Berg Sinai
  6. Johann Baptist von Furtenbach, ⚭ 1556 Dorothea Michael
  7. Zacharias von Furtenbach, Hauptmann, ⚭ 1558 Ottilia Gräntzing
  8. Ursula von Furtenbach (1527–1599), ⚭ 1550 Matthäus der Ältere Seutter von Loetzen (1530–1597) in Kempten
  9. Maria von Furtenbach, ⚭ Hieronymus Kern von Überlingen
  10. Martha von Furtenbach, ⚭ Konrad von Stuben zu Techenberg
  11. Elisabeth von Furtenbach, 1538 ⚭ Johann Andreas Funk in Memmingen

### Linie Reichenschwand
(Quelle: Johann Gottfried Biedermann’s Geschlechtsregister …)
1. Bonaventura I. von Furtenbach († 1564), Handelsherr in Nürnberg, ⚭ 1523 Helena Dörrer 
  1. Paul von Furtenbach (1526–1589), bayerischer Regierungsrat und Hofjunker, ⚭ 1555 Katharina Sailer von Pfersheim
  2. Hans von Furtenbach (1528–1588), Geheimer Rat in Prag, ⚭ 1554 Ursula Pfinzing von Henfenfeld, 1575 ⚭ Sidonie von Wildenstein
    1. Bonaventura II. von Furtenbach (1556–1591), ⚭ 1586 Magdalena Haller von Hallerstein
      1. Bonaventura III. von Furtenbach (1588–1633), ⚭ 1611 Maria Magdalena Tucher von Simmelsdorf
        1. Maria Magdalena von Furtenbach (1614–1649), ⚭ 1633 Georg Gebhard, ⚭ 1639 Johann Auracher
        2. Christoph Paul von Furtenbach (1618–1645), Hauptmann des Herzog von Sachsen-Weimar
        3. Christoph Andreas von Furtenbach (1623–1671), ⚭ 1665 Sabina Dorothea Fetzer

    2. Hans von Furtenbach (1558–1635), ⚭ 1582 Elisabeth von Oberstetten, ⚭ 1596 Maria von Embs
      1. Johann Philipp von Furtenbach (* 1587), ⚭ 1613 Anna Jakobina Lösch von Hilgartshausen
        1. Magdalena von Furtenbach, ⚭ Christoph Hund von Lauterbach
        2. Maria Mechthild von Furtenbach, trat in den geistlichen Stand

      2. Hans Barthel von Furtenbach (1600–1638), ⚭ 1625 Anna Katharina Imhoff
        1. Johann Sigmund von Furtenbach (1628–1678), ⚭ 1655 Klara Juliana Pfinzing von Henfenfeld
          1. Anna Katharina von Furtenbach (1657–1719), ⚭ 1686 Johann Christoph Mur, Pfleger in Gostenhof
          2. Klara Susanna von Furtenbach (1659–1718), ⚭ 1688 Christoph Jakob Holzschuher von Neuenburg, Pfleger
          3. Bonaventura Sigmund von Furtenbach (1661–1699), Fähnrich, Wachtmeister unter dem Dragoner-Regiment in Bayreuth, ⚭ 1696 Helena Rosina Kreß von Kressenstein
          4. Wilhelm August von Furtenbach (1663–1720), ⚭ 1689 Anna Maria Fierer, ⚭ 1696 Maria Magdalena Imhoff
            1. Dorothea Maria von Furtenbach (* 1690), ⚭ 1718 Christian Friedrich Merklein von Scheuerfeld
            2. Helena Regina von Furtenbach (* 1709), ⚭ 1728 Johann Albrecht Karl Mühlholz von Kirchenreinbach

        2. Johann Wilhelm von Furtenbach (1629–1680), ⚭ 1655 Maria Magdalena Behaim, ⚭ 1662 Anna Rosina Kastner von Schnaltenbach, ⚭ 1671 Ursula Philippine Gammersfelder von Solar
          1. Susanna Rosina von Furtenbach (1668–1730), ⚭ 1706 Georg Achatius Hültz von Rathsberg, Amtmann
          2. Georg Sigmund von Furtenbach (1672–1700), ⚭ 1700 Sybilla Regina Löffelholz von Kolberg
            1. Johann Wilhelm von Furtenbach (1700–1770), ⚭ 1723 Klara Maria Scheurl von Defersdorf
              1. Maria Klara von Furtenbach (* 1724), ⚭ Jakob Ludwig von Furtenbach
              2. Karl Wilhelm von Furtenbach (1725–1785), ⚭ 1748 Maria Barbara von Furtenbach
              3. Christoph Gottlieb Wilhelm von Furtenbach (1732–1782), ⚭ 1762 Margaretha Klara von Scheitlin, ⚭ 1778 Katharina Maria Pömer von Diepoltsdorf
              4. Maria Magdalena von Furtenbach (1738–1818), ⚭ 1756 Karl Sebastian Welser von Neunhof
              5. Christoph Friedrich von Furtenbach (1739–1774), kurpfälzischer Leutnant
              6. Sigmund Ferdinand von Furtenbach (1742–1825),

            2. Jakob Wilhelm von Furtenbach (1702–1766), ⚭ 1732 Helena Maria Pömer
              1. Maria Barbara Wilhelmina von Furtenbach (1734–1762), ⚭ 1762 Jakob Wilhelm Scheurl von Defersdorf, Kastenamtspfleger in Hersbruck
              2. Maria Elisabetha Wilhelmina von Furtenbach (1737–1819), ⚭ 1774 Karl Wilhelm von Wölckern
              3. Jobst Wilhelm von Furtenbach (1738–1819), Pfleger, ⚭ 1767 Margaretha Dorothea Pestel

          3. Klara Regina von Furtenbach (1674–1743), ⚭ 1708 Johann Friedrich Wurmrausch von und zu Haunitz
          4. Johann Gottfried von Furtenbach (1675–1702), Kriegsfähnrich, Leutnant
          5. Maria Felicitas von Furtenbach (* 1680), ⚭ 1701 Christian Johann Anton Mühlholz von und auf Kirchenreinbach

        3. Anna Katharina von Furtenbach (1633–1668), ⚭ 1660 Johann Nikolaus Pfitzer, Doktor med. in Nürnberg

      3. Veit Adam von Furtenbach (1599–1620), Hofjunker, Kriegsfähnrich in Böhmen

  3. Paul von Furtenbach († 1589), Rat des Herzogs von Bayern, ⚭ 1555 Katharina Sayler
  4. Christoph von Furtenbach († 1580), Kriegshauptmann des Herzogs von Parma

### Linie Gwick
1. Hieronymus I. Furtenbach von Gwicken († 1559), Bürger in Lindau, ⚭ 1527 Anna Weitnauer 
  1. Martin Furtenbach von Gwicken († 1582), Bürgermeister von Lindau, ⚭ 1551 Anna Buroner 
    1. Erasmus III. von Furtenbach, Bürgermeister von Lindau, ⚭ 1579 Susanna Stenglin aus Augsburg
      1. Martin von Furtenbach († 1634), Wirklicher Rat in Augsburg, ⚭ Magdalena von Stetten, ⚭ 1623 Regina Ammann
        1. Erasmus V. von Furtenbach, starb ledig in Warschau
        2. Susanna von Furtenbach ⚭ 1649 Friedrich Zobel in Augsburg

      2. Matthäus von Furtenbach, starb jung in Danzig
      3. Markus von Furtenbach († 1616), Patrizier in Lindau, ⚭ 1608 Philippine von Cabatz
      4. Johann von Furtenbach, in Innsbruck erschossen
      5. Philipp von Furtenbach in Danzig, ⚭ 1625 Sophia Schachmann
      6. Maria von Furtenbach, ⚭ 1599 Melchior Rehm, Stadtrichter in Lindau
      7. Susanna von Furtenbach, ⚭ 1612 Johann Georg Beusperg
      8. Anna von Furtenbach, ⚭ 1621 Johann Jakob Göhring

    2. Magdalena von Furtenbach, ⚭ 1571 Johann Christoph Ehinger von Baltzheim
    3. Anna von Furtenbach, ⚭ David Buffler in Isny, ⚭ 1580 Simon Buchschorn, Stadtamtmann in Lindau

  2. Hieronymus II. Furtenbach, Stadtkämmerer, Ratsältester, Forstmeister, ⚭ 1561 Ursula Spönl, ⚭ 1572 Sarah Föls
    1. Johann Jakob I. Furtenbach († 1624), ⚭ 1596 Magdalena Mauch 
      1. Johann Jakob Furtenbach, Doktor med. in Leutkirch, ⚭ 1624 Anna Löhl 
        1. Johann Heinrich Furtenbach, Deutschmeister-Rat und Obervogt in Dinkelsbühl, ⚭ 1629 Anna Sibylla von Soll
          1. Johann Caspar Furtenbach, Leutnant, fiel bei Namur
          2. Johann Eustachius Furtenbach († 1717), Jesuit in München
          3. Maximilian Friedrich von Furtenbach († 1680), ⚭ Catharina von Fagel
            1. Johann Friedrich von Furtenbach († 1703), ⚭ 1689 Maria Magdalena von Busenbaum

      2. Anna Maria Furtenbach, ⚭ 1623 Friedrich Winckler
      3. Maria Magdalena Furtenbach († 1635), ⚭ 1629 Johann Kastler in Kempten

    2. Hieronymus III. von Furtenbach (1575–1634), Bürgermeister von Leutkirch, ⚭ Ursula von Kirch, ⚭ 1623 Martha von Dingenau
      1. Hieronymus IV. von Furtenbach (1602–1669), Bürgermeister von Leutkirch, ⚭ Ursula Zollikofer von Altenklingen
        1. Euphorsina von Furtenbach, ⚭ Johann Lange, ⚭ Johann Jakob Zeidler, Pfarrer in Leutkirch
        2. Hieronymus V. von Furtenbach (1627–1690), Bürgermeister von Kempten, ⚭ 1656 Katharina König
          1. Katharina Ursula von Furtenbach (* 1657), ⚭ David von Heidler, ⚭ Gordian Deller, Bürgermeister von Leutkirch
          2. Joseph von Furtenbach (1658–1715), Geheimer Rat, Stadtrechner in Kempten, ⚭ 1684 Anna Maria Dorn
            1. Raimund von Furtenbach (* 1685), Stadtgerichtsassessor in Kempten, ⚭ 1719 Anna Elisabeth Dickh
            2. Anna Maria von Furtenbach (* 1689), 1709 Jakob Zeller, Schulrektor in Kempten
            3. Paul von Furtenbach (* 1691), 1720 Susanna Stattmüller
            4. Johann Friedrich von Furtenbach (* 1694), trat in kaiserliche Kriegsdienste in Italien

          3. Anna Margaretha von Furtenbach (1659–1688), ⚭ 1687 Ferdinand Daumüller, Stadtgerichtsassessor
          4. Anna Elisabeth von Furtenbach (* 1662), ⚭ 1695 David Engler, Innerer Rat in Memmingen
          5. Hieronymus VI. von Furtenbach (1664–1699), Stadtgerichtsassessor, Hospitalpfleger, ⚭ 1692 Anna Maria Zoller
          6. Daniel von Furtenbach (1668–1693), Hauptmann in Kempten, starb ledig in Dalmatien
          7. Magdalena von Furtenbach (* 1669), ⚭ 1712 Christoph Raimund Schifflin, Prediger von St. Anna in Augsburg, ⚭ Johann Sigmund Hartlieb von Walsporn, Bürgermeister von Memmingen
          8. Regina von Furtenbach (* 1671), ⚭ Johann Thomas Ruprecht, ⚭ Christian Schumann, Bürgermeisterssohn
          9. Anna Sibylla von Furtenbach (* 1673), ⚭ Jodok Hinl, Innerer Rat in Leutkirch
          10. Gabriel von Furtenbach (* 1677), Patrizier in Memmingen, 1706 ⚭ Maria Sibylla von Zoller
          11. Jakob von Furtenbach (* 1680) Leutnant der Kavallerie, ⚭ Luisa Andres

        3. Johann Baptist von Furtenbach († 1671), ⚭ 1665 Katharina Sandberger aus Ulm
        4. Paul von Furtenbach (1638–1723), Bürgermeister von Leutkirch, ⚭ 1660 Jakobina Wachter, ⚭ 1665 Anna Veronika Beringer von Königshofen
          1. Gabriel von Furtenbach, Wirklicher Rat, Amtmann, ⚭ 1685 Rosina Magdalena Schmid
            1. Hieronymus Gabriel von Furtenbach (1687–1707), Grenadier-Leutnant, starb ledig
            2. Dorothea Katharina von Furtenbach, ⚭ 1710 Bernhard Heinrich Freiherr von Maltzan

          2. Jakob von Furtenbach (1663–1741), Leinwandhändler in Arbon, Mitgründer der evangelischen Gemeinde von Genf, ⚭ Anna Barbara Frey, ⚭ Ursula Dorothea Klein, ⚭ Anna Margaretha Schöpperl
            1. Susanna von Furtenbach (* 1698), ⚭ Johann Jakob von Furtenbach
            2. Jakobina von Furtenbach (* 1699), ⚭ 1721 Joseph Ulrich von Zoller, Bürgermeisterssohn in Memmingen
            3. Anna Barbara von Furtenbach (* 1700), ⚭ 1721 Georg Hieronymus von Zoller, Bürgermeisterssohn

          3. Sarah von Furtenbach, ⚭ 1690 Samuel Wentzel, Pfarrer in Leutkirch
          4. Anna Polixena von Furtenbach, ⚭ Georg Christoph Mayer
          5. Paul von Furtenbach, Patrizier, Stadtgerichtsassessor, Vizerichter in Leutkirch, ⚭ Sabina Sailer
          6. Anna Maria von Furtenbach, ⚭ 1716 Johann Michael Bensberg, Patrizier, Hospitalpfleger in Lindau

        5. Gabriel von Furtenbach, Doktor med., Physikus, ⚭ 1663 Magdalena König aus Kempten
          1. Johann Jakob von Furtenbach (1681–1720), Resident am königlichen Hof von Paris, Handelsherr und Syndikus der deutschen Kaufmannschaft in Lyon, ⚭ 1713 Susanna von Furtenbach

        6. Ursula von Furtenbach, ⚭ 1675 Johann Caspar Morell, Pfarrer in Ravensburg

    3. Abraham von Furtenbach (1580–1652), Innerer Rat, Stadtrechner, Bauherr in Ulm, ⚭ 1606 Anna Maria Guffer, ⚭ Euphrosina Sparr
      1. Abraham von Furtenbach, starb ledig in Genua
      2. Joseph von Furtenbach († 1637), starb in Piermont
      3. Bonaventura von Furtenbach († 1642), starb ledig in Ulm

    4. Joseph von Furtenbach der Ältere (1591–1667), Mathematiker, Ratsältester und Bauherr in Ulm, ⚭ 1623 Katharina Strauss
      1. Joseph von Furtenbach der Jüngere (1632–1655), Mathematiker, starb ledig

    5. Martha Furtenbach († 1618), ⚭ Johann Philipp Ebertz, Bürgermeisterssohn von Ravensburg
    6. Anna Furtenbach, ⚭ Bernhard Rembold, ⚭ 1635 Leonhard Erasmus Schorer, Amtmann in Riedheim
    7. Helena Furtenbach, ⚭ Samuel Jenisch, Bürgermeister von Memmingen

  3. Hans Furtenbach von Gwicken (* 1540), Bürgermeister von Lindau, ⚭ 1563 Magdalena von Kirch, ⚭ 1577 Helena Grüngerin von Ellwangen
    1. Christoph von Furtenbach (* 1570), Ratsherr in Lindau, ⚭ 1600 Euphrosina Retial, ⚭ 1603 Anna Föls, ⚭ nach 1603 Margaretha Funck
    2. Susanna von Furtenbach, ⚭ Leonhard Ebert, Bürgermeisterssohn in Isny
    3. Barbara von Furtenbach, ⚭ Ferdinand Habisreutinger in Isny
    4. Helena von Furtenbach, ⚭ Samuel Koch, Patrizier in Memmingen

  4. Ottmar Furtenbach von Gwicken († 1561), von Hieronymus Köhler in Nürnberg erstochen
  5. Euphrosina Furtenbach, ⚭ 1560 Augustin Strecher, Phil. und Doktor med.
  6. Anna Furtenbach, ⚭ Matthäus Stör, Bürgermeister von Leutkirch
  7. Ursula Furtenbach, ⚭ 1563 Georg Besserer von Besserstein
  8. Barbara Furtenbach, ⚭ 1572 Isaak Fölß in Konstanz